# Šeremetěvové
Šeremetěvové, rusky Шереме́тевы jsou jeden z nejvýznamnějších bojarských rodů Ruského carství a Ruského impéria. Jsou příbuzensky spojeni s carským rodem Romanovových.

## Osobnosti rodu
- Ivan Vasiljevič Šeremetěv, bojar, příslušník ozbrojených sil za panování cara Ivana IV.
- Fjodor Ivanovič Šeremetěv, bojar, vyjednal výhodné mírové úmluvy s Polskem 1. prosince 1618 v Deulinu, a poté u Vjazmy
- hrabě Alexandr Dmitrijevič Šeremetěv (1859–1931), ruský milovník hudby, dirigent a mecenáš
- hrabě Boris Petrovič Šeremetěv (1652–1719), ruský generál-polní maršál, jeden ze zakladatelů moderní ruské armády za panování Petra I. Velikého
- hrabě Dmitrij Nikolajevič Šeremetěv (1803–1871), ruský komoří a dobrodinec
- hrabě Michail Borisovič Šeremetěv (1672–1714), ruský generálmajor
- hrabě Nikolaj Petrovič Šeremetěv (1751–1809), nejvyšší komoří
- hrabě Pjotr Borisovič Šeremetěv (1713–1788), ruský generál, komoří a mecenáš
- hraběnka Praskovja Ivanovna Šeremetěvová (1768–1803), ruská herečka a sopranistka

## Příbuzenství
Šeremetěvové jsou historicky spřízněni s mnoha dalšími ruskými šlechtickými rody: Bezzubcevové, Boborykinové, Golťajevové, Kokorevové, Kolyčevové, Konovnicynové, Lodyginové, Nepujevové, Obrazcovové, Romanovci